# Sexy magica
"Sexy magica" là một bài hát của nữ ca sĩ kiêm nhạc sĩ người Ý Sarah Toscano. Bài hát do Warner Music Italy phát hành vào ngày 30 tháng 4 năm 2024 khi là đĩa đơn thứ tư từ EP thứ hai Sarah.

## Sáng tác
Bài hát được Sarah Toscano sáng tác cùng với Raffaele Esposito và Giampiero Gentile, do Room9 sản xuất.

## Quảng bá
Bài hát được trình diễn trong mùa thứ 23 của chương trình tìm kiếm tài năng Amici di Maria De Filippi.

## Video âm nhạc
Video âm nhạc của "Sexy magica" do Byron Rosero đạo diễn, được phát hành vào ngày 4 tháng 6 năm 2024 trên kênh YouTube của Sarah Toscano.

## Bảng xếp hạng
| Bảng xếp hạng (2024)   | Vị trí |
| ---------------------- | ------ |
| Ý (FIMI)               | 83     |
| Italy Airplay (EarOne) | 40     |